# Problema ment-cos
El problema ment-cos és el nom que rep en filosofia de la ment l'estudi de les relacions entre la ment i el cos, és a dir, entre la part física de l'ésser humà i la seva part no material, anomenada històricament ànima o esperit. Segons la postura que hom adopti per definir aquesta relació, es parla de monisme, dualisme o postures alternatives.
Els defensors del monisme sostenen que només existeix una realitat en la persona i que la distinció correspon a aspectes culturals o manifestacions d'aquesta única realitat. Per contra, els dualistes afirmen que les dimensions física i espiritual de l'individu pertanyen a realitats diferents, però discrepen sobre el pes que ocupa cadascuna i sobre com interaccionen entre elles. Les postures dites alternatives intenten fugir de la dicotomia històrica entre monisme i dualisme i aposten per esquivar o dissoldre el problema, argumentant que és una qüestió merament lingüística o conceptual o bé que és un afer que escapa a la capacitat d'explicació actual.
El problema sorgeix en intentar explicar com una entitat material, sigui el cos o sigui el cervell, pot engendrar consciència (i autoconsciència), que és el primer pas per poder parlar de ment.

## Teories monistes
Entre les teories monistes cal distingir entre les que es decanten pel monisme físic (existeix solament la matèria i el que s'anomena ment no deixa de ser una manifestació del cervell o un concepte buit) i el monisme psíquic (l'única realitat veritable és la mental, que pot imaginar o no un univers físic).

### Monisme físic
Els primers monistes consideraven que tota la realitat es podia reduir a un principi únic, l'arque, que explicava tant l'origen com l'essència de tot allò que es podia copsar amb els sentits. Aquest principi, de caràcter material, corresponia a un sol element, com per exemple l'aigua (Tales de Milet) o el foc (Heràclit), o bé a un nombre finit de components, com els quatre elements clàssics o els àtoms (Demòcrit). Del principi escollit derivava la resta de coses del món físic, inclòs el cos humà, que no deixava de ser una composició de diferents parts materials.
Aquest materialisme va evolucionar durant la revolució científica del segle xvii, on es va afinar en el coneixement de la natura i per extensió de l'anatomia i el funcionament de les funcions corporals. El que usualment s'anomenava ànima a l'edat mitjana, per influència religiosa, no era sinó un conjunt de pensaments produïts pel cervell per a aquests pensadors, que el consideraven un òrgan més, únicament més complex que la resta. El fisicalisme modern o la teoria d'identitat de la ment actualitza aquestes idees amb les troballes de la neurociència contemporània.
El conductisme, a principis del segle xx, va expandir aquesta tesi. L'objecte de la psicologia, afirmaven els seus partidaris, era estudiar la conducta i no la ment, la qual, si existia, no era accessible per als sentits i, per tant, per al coneixement. Descartaven doncs, l'existència de quelcom no material per indemostrable, sense pronunciar-se sobre la seva no realitat. Posteriorment Gilbert Ryle sí que va descartar l'existència real d'una ment separada del cos, ja que pensava que el que normalment s'adscriu a aquesta, com ara sentiments o motivacions, no deixen de ser intents d'explicar comportaments i accions, sense cap prova de la seva realitat objectiva més enllà de la paraula.

### Monisme psíquic
L'animisme és l'origen del panpsiquisme, que se sosté sobre dues afirmacions: tot té una ànima (fins i tot els objectes considerats tradicionalment com a inerts) i aquesta ànima és l'única realitat existent.
Els idealistes moderns (entre els quals destaca George Berkeley) van unir-se a aquest corrent interpretatiu. Els objectes materials eren en realitat simples idees d'un subjecte, sense que existissin fora de la seva ment. Així, el món físic és considerat com una espècie d'al·lucinació o projecció mental, idèntic als somnis o als éssers que declaradament són producte de la imaginació. Aquest idealisme radical pot desembocar en el solipsisme.
Al segle xix va sorgir el fenomenisme, que és una evolució de l'idealisme amb les aportacions de l'empirisme clàssic. Aquesta escola afirma que els objectes shan de ser entesos com un conjunt de dades sensorialsi per tant com a font d'informació o experiència mental, i no com a entitats independents.

## Teories dualistes
El dualisme propugna que existeixen dues parts en l'ésser humà (alguns ho amplien també a altres éssers vius): una psíquica i una material lligada al cos. Existeixen, tanmateix, tres corrents diferenciats dins del dualisme. El primer argumenta que la dimensió espiritual és superior a la material; el segon, per contra, postula que la part material és primera i la mental deriva i se subordina a aquesta i per acabar, un corrent que sosté que les dues dimensions són idèntiques en importància i realitat ontològica.

### Més pes de la part mental
El naixement del dualisme va tenir lloc a l'Índia, amb la divisió del món en "puruixa" i "prakriti", esperit i matèria, respectivament. Aquesta distinció ontològica es va traslladar posteriorment a l'antropologia. El primer filòsof occidental plenament dualista, Plató, va afirmar que existien dues parts en l'ésser humà, l'ànima i el cos i que la primera era superior al segon, ja que el cos està subjecte a la mort i la imperfecció mentre que l'ànima, pur esperit, és eterna. Aquesta divisió va ser adoptada per les principals religions, que insistien en el caràcter temporal i incomplet del cos enfront una ànima creada per Déu que representa l'autèntica essència de la persona.
L'idealisme va estendre aquesta preeminència de l'esfera mental a tots els àmbits de la filosofia, des de l'ètica fins al coneixement. El cos i el món físic eren de vegades pura aparença i d'altres subordinació a una dimensió psíquica molt més completa. El racionalisme va assimilar ànima a la ment racional, element diferenciador entre l'home i la resta d'espècies, i instrument per conèixer i controlar el món físic.
Amb el positivisme del segle xix, la psicologia va adquirir un caràcter científic i la ment va ocupar un lloc central en els estudis superiors. L'emergentisme intentava explicar com podia aparèixer una dimensió psíquica d'un cos material, segons els nivells de complexitat de la natura, de manera que els pensaments no podien ser reduïts a altres manifestacions físicoquímiques del cos, sinó que pertanyien a un altre àmbit. L'existència dels qualia pot redundar en favor d'aquesta tesi.

### Més pes de la part física
Entre els dualistes hi ha qui afirma que la dimensió mental existeix a conseqüència de la física; és el cervell qui provoca, emmagatzema i possibilita els sentiments, pensaments i altres manifestacions de la consciència (epifenomenisme). No pot entendre's una ment aïllada, que no sorgeixi dins d'un cos amb un cervell pensant, i en conseqüència la part física o material de l'ésser humà ha de tenir més pes o preeminència que la purament psíquica.
El materialisme eliminatiu es pot ubicar dins el mateix corrent de pensament, ja que considera que el que es denomina en psicologia estat mental no és més que una mancança en el coneixement de la neurologia, i que quan s'entengui com funciona el cervell es podrà explicar com sorgeixen aquests fenòmens no físics, que són senzillament un producte de les connexions neuronals igual que determinades glàndules produeixen fluids, per exemple. El dualisme de propietats afirma en definitiva una tesi similar: les propietats físiques i mentals són dues variants d'una realitat material, existeixen separades però interaccionen i causen alteracions en les altres propietats però no es poden deslligar del cos que produeix ambdues.

### Igualtat de les dues dimensions
Aristòtil era un dualista com el seu mestre, Plató, però a diferència d'aquest, no acceptava que les idees fossin superior a les coses. Parlava d'hilemorfisme o unió entre matèria i forma tant a l'univers com a l'ésser humà, on no pot existir l'ànima sense el cos ni al revés, ja que són dues parts inseparablles de l'individu.
El dualisme modern va néixer amb Descartes, el qual considerava que les dimensions física i mental eren dues parts de la realitat (la tercera era Déu). La res cogitans o ment no podia no existir, perquè en imaginar aquesta possibilitat ja s'està pensant o usant la ment, i aquesta ment té idees que no poden explicar-se només amb la seva presència i, per tant, necessiten un món exterior o res extensa. La relació entre ambdós és paral·lela a la de subjecte - objecte.
L'interaccionisme basa la igualtat entre ment i cos en el fet que es poden produir interaccions en les direccions i així no hi ha cap instància que domini plenament sobre l'altra. Un exemple és el dolor. Una pena o decepció pot desembocar en una malaltia física (somatització) que causi dolor corporal i a la inversa, una molèstia al cos constant provoca un estat d'ànim negatiu.

## Teories alternatives
Karl Popper no creu que existeixin dues dimensions sinó tres: una física, una mental i una interpretativa o cultural, en creixent complexitat. Anomena "món" a cadascuna d'aquestes dimensions i assegura que s'afecten entre elles. Els primers pensadors també pensaven en tríades: ànima - cos - esperit, essent la primera encarregada del sentiment; el segon de les funcions vitals i el tercer dels pensaments. Aquesta divisió va ser suprimida pel Quart Concili de Constantinoble, on es va assimilar l'ànima i l'esperit en tant que dimensions no materials.
Determinats pensadors, com Wittgenstein, neguen l'existència del problema, que consideren una simple confusió lingüística, ja que el que defineix el que és quelcom és la seva funció i es pot descriure una mateixa funció des de diferents punts de vista. La teoria sobre la intel·ligència artificial és l'evolució d'aquesta idea: una entitat capaç de provocar pensaments o estats mentals serà definida com a ment independentment de la seva composició (pot ser un cervell o un ordinador) i, per tant, la divisió tradicional deixa de tenir sentit. El funcionalisme aporta la base filosòfica a aquests estudis.
Per acabar, dins les teories alternatives, cal destacar aquelles postures que aparten el problema no perquè considerin que la divisió ha de ser una altra o perquè neguin la seva rellevància, sinó perquè consideren que és impossible de ser abordat pel coneixement humà, com per exemple Thomas Nagel.